# 陈耀光
陈耀光（1953年9月—），男，汉族，广东新会人，中华人民共和国政治人物，广州教育学院数学专业毕业，大专学历。

## 生平
1972年2月工作。1979年5月加入中国共产党。2011年2月，离任中共湛江市委书记。